# Boeing 737 Next Generation
El Boeing 737 Next Generation, comúnmente abreviado Boeing 737NG, es el nombre dado a las series −600, -700, -800 y -900 del avión de pasajeros Boeing 737. Es la tercera generación derivada del 737, y sigue a las series 737 Classic (−300/-400/-500), que comenzó su producción en la década de 1979. Son aviones a reacción de fuselaje estrecho de corto y mediano alcance. Producido desde 1991 por Boeing Commercial Airplanes, la serie 737NG incluye cuatro variantes con capacidad para entre 110 y 210 pasajeros.
Hasta finales de diciembre de 2017, un total de 6658 aviones 737NG habían sido entregados, con más de 7000 pedidos. Las variantes -700, -800, y -900ER tienen pedidos pendientes y están en producción, pero los pedidos para los modelos -600 y -900 ya han sido completados. La competencia principal del 737NG es la familia Airbus A320 de Airbus. Los modelos mejorados y con nuevos motores en desarrollo, como el 737 MAX o el Airbus A320neo, finalmente sustituirán a los 737NG. Al 30 de noviembre de 2019, se han pedido un total de 7.092 aviones Boeing 737NG, de los cuales se han entregado 7046, con pedidos restantes para las variantes -700, -800 y -900ER. Boeing dejó de ensamblar 737NG de pasajeros en 2019, pero realizó las entregas finales en enero de 2020. Es reemplazado por el Boeing 737 MAX de cuarta generación, presentado en 2017.

## Diseño y desarrollo

### Antecedentes
Impulsada por el desarrollo del Airbus A320, que incorporó tecnologías innovadoras tales como fly-by-wire, en 1991 Boeing inició el desarrollo de una serie actualizada de aviones. Después de trabajar con los clientes potenciales, fue anunciado el programa 737 Next Generation (NG) el 17 de noviembre de 1992. El 737NG engloba las variantes −600, −700, −800 y −900, y es hasta la fecha la actualización más importante de la estructura de la aeronave. El rendimiento de los 737NG es esencialmente el de un avión nuevo, pero mantienen importantes similitudes de las generaciones anteriores del 737. La FAA permitió certificar el NG con las mismas puertas de entrada, solamente 2 sensores AoA, sin agregar el EICAS y sin protección total de la envolvente de vuelo. Las alas fueron modificadas, aumentando su área en un 25% y la envergadura en 4,88 m, que aumentó la capacidad total de combustible en un 30%. Se utilizaron nuevos motores CFM56-7B más silenciosos y de menor consumo de combustible. Estas mejoras se combinan para aumentar el alcance de los 737 en 900 millas náuticas, permitiendo el servicio transcontinental. El programa de pruebas de vuelo fue operado por 10 aeronaves: 3 -600s, 4 -700s y 3 -800s.

### Interior

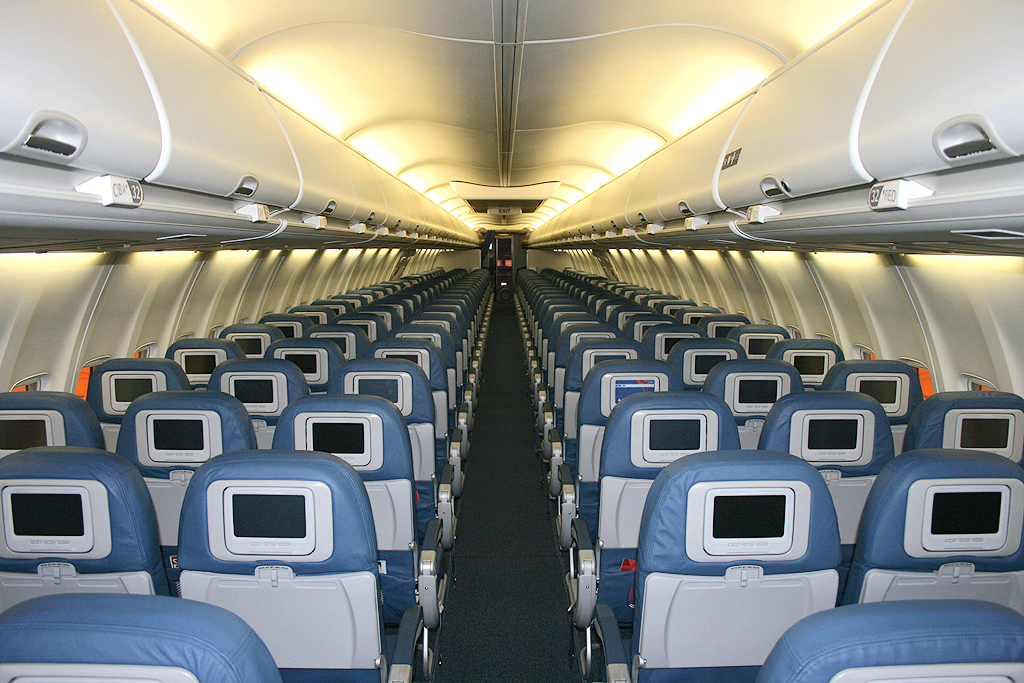
Cabina de un 737-800 de Delta Air Lines con interior convencional.El fuselaje de un 737 es más estrecho que el de la familia Airbus A320.

En términos de la cabina de pasajeros, el interior del 737 Next Generation mejoró sobre el anterior estilo utilizado en los Boeing 757-200 y los Boeing 737 Classic mediante la incorporación de características selectas del 777-, la mayoría notablemente más grandes, compartimientos superiores más redondeados y los paneles del techo curvos. El interior también se convirtió en el interior estándar del Boeing 757-300, y posteriormente se hizo opcional en el 757-200.
En 2010, el interior del 737 NG fue actualizado de manera similar al del Boeing 787. Conocido como Boeing Sky Interior, introduce nuevos compartimentos superiores pivotantes (el primero para un avión Boeing de un solo pasillo), nuevas paredes laterales, nuevas unidades de servicio de pasajeros e iluminación ambiental led.

### Producción y pruebas
El primer Next Generation fue un 737−700, el 737 #2843 construido, voló por primera vez el 9 de febrero de 1997, con los pilotos Mike Hewett y Ken Higgins. El prototipo −800 salió de la línea de producción el 30 de junio de 1997 y voló por primera vez el 31 de julio del mismo año, pilotado por Jim McRoberts y Hewett. La más pequeña de las variantes nuevas, la serie -600, es idéntica en tamaño al -500, fue lanzada en diciembre de 1997, con el vuelo inicial el 22 de enero de 1998; la certificación de la FAA le fue otorgada el 18 de agosto de 1998.

### Otros desarrollos
En 2004, Boeing ofreció el paquete Short Field Performance en respuesta a las necesidades de Gol Linhas Aéreas, que con frecuencia opera desde aeropuertos con longitud limitada. Las mejoras aumentan el rendimiento de despegue y aterrizaje. El paquete opcional está disponible para los modelos 737NG y equipamiento estándar para el 737-900ER.
En julio de 2008, Boeing ofreció nuevos frenos de carbono Messier-Bugatti-Dowty para los aviones 737 Next-Gen, que están destinados a sustituir los frenos de acero y permite reducir el peso en 250-320 kg. Una reducción de peso de 320 kg en un Boeing 737-800 resulta en la reducción de 0,5% en el consumo de combustible. Delta Air Lines recibió el primer modelo de 737 Next-Gen con este paquete de frenos, un 737-700, a finales de julio de 2008.
El 21 de agosto de 2006, Sky News alegó que los 737 Next Generation de Boeing construidos entre 1994 y 2002 contienen piezas defectuosas. El informe indicó que varias partes del fuselaje producidas por Ducommun fueron encontradas defectuosas por los empleados de Boeing, pero que la compañía se negó a tomar medidas. Boeing dice que las acusaciones son «infundadas». Sin embargo, una investigación de un año por la serie People & Powers de Al Jazeera en 2010 cuestiona la seguridad de algunas piezas estructurales en los 737.
Boeing incrementó la producción del 737 de 31,5 a 35 por mes en enero de 2012, a 38 por mes en el 2013, a 42 por mes en el 2014, y está previsto llegar a tasas de 47 por mes en 2017 y 52 por mes en 2018.

### Reemplazo y sustitución de motores

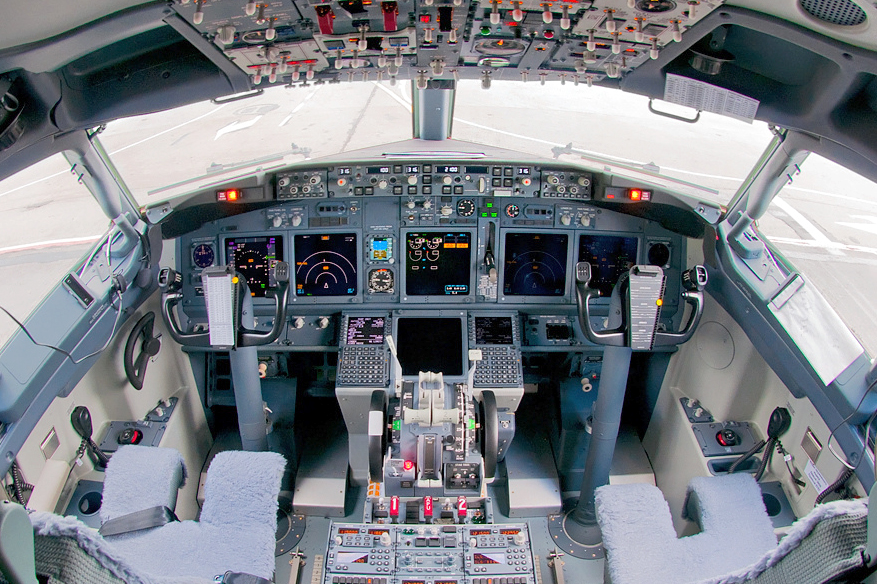
Cabina de vuelo de un Boeing 737-800 de S7 Airlines

Desde 2006, la compañía Boeing ha estado estudiando diferentes propuestas de cara a reemplazar su modelo 737, en un proyecto llamado internamente «Boeing Y1», que acompañaría al Boeing 787 Dreamliner. La decisión sobre dicha sustitución fue pospuesta y retrasada en 2011.
El 20 de julio de 2011, Boeing anunció planes para una nueva versión del 737 propulsada por los motores CFM International LEAP-X. American Airlines pretendía pedir 100 de estos aviones.
El 30 de agosto de 2011, Boeing confirmó el lanzamiento de la nueva variante del 737, llamada 737 MAX, con 496 compromisos de pedidos de cinco aerolíneas. Se espera que los nuevos motores LEAP-1B de CFM International proporcionen un consumo de combustible 16% más bajo que el actual Airbus A320. El 737 MAX es competidor directo con el Airbus A320neo.

## Componentes

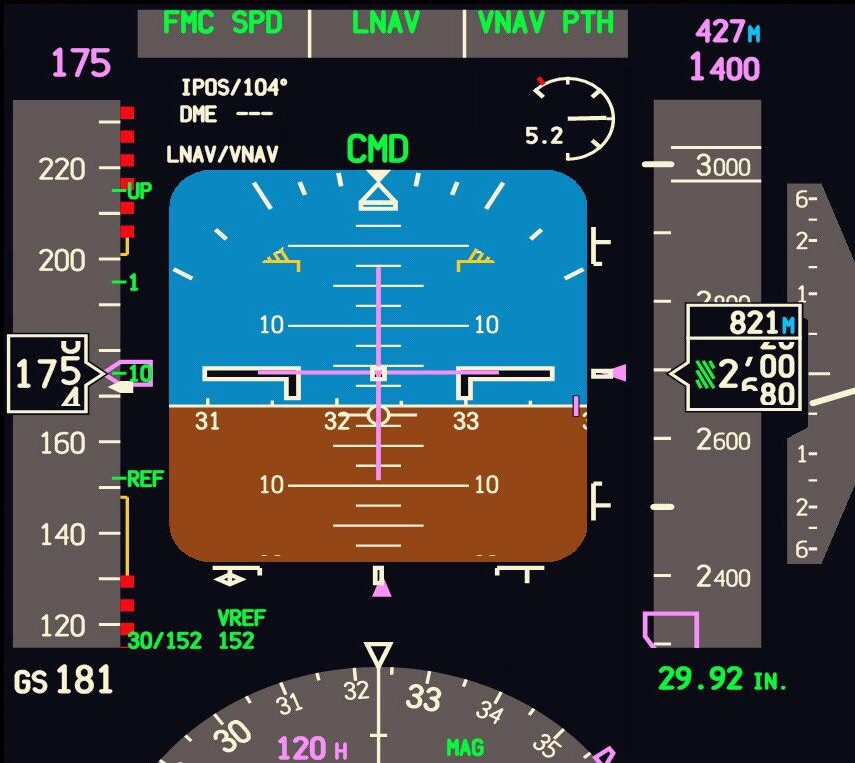
PFD de un 737-800

### Electrónica
| Sistema                     | País                      | Fabricante        | Notas                     |
| --------------------------- | ------------------------- | ----------------- | ------------------------- |
| Red de datos                |                           |                   | ARINC 429                 |
| ADIRUs                      | Bandera de Estados Unidos | Honeywell         | 2                         |
| Sensores AoA                | Bandera de Estados Unidos | Collins Aerospace | 2                         |
| TAWS (opción)               | Bandera de Estados Unidos | ACSS              |                           |
| TAWS (opción)               | Bandera de Estados Unidos | ACSS              | T2CAS                     |
| TAWS (opción)               | Bandera de Estados Unidos | Honeywell         | EGPWS                     |
| RAAS (opción 2004)          | Bandera de Estados Unidos | Honeywell         | EGPWS                     |
| SmartLanding (opción)       | Bandera de Estados Unidos | Honeywell         | EGPWS MK V                |
| SmartRunway (opción 2010)   | Bandera de Estados Unidos | Honeywell         | EGPWS MK V                |
| ACAS II (opción)            | Bandera de Estados Unidos | ACSS              | TCAS II                   |
| ACAS II (opción 1997)       | Bandera de Estados Unidos | ACSS              | TCAS 2000                 |
| ACAS II (opción)            | Bandera de Estados Unidos | ACSS              | T2CAS                     |
| ACAS II (opción)            | Bandera de Estados Unidos | Honeywell         | CAS-81 (obsoleto en 2017) |
| ACAS II (opción)            | Bandera de Estados Unidos | Honeywell         | CAS-100                   |
| ACAS II (opción)            | Bandera de Estados Unidos | Rockwell Collins  | TCAS-94                   |
| ACAS II (opción)            | Bandera de Estados Unidos | Rockwell Collins  | TTR-2100                  |
| Transpondedor (opción 2016) | Bandera de Estados Unidos | ACSS              | NXT-800                   |
| Transpondedor (opción 2007) | Bandera de Estados Unidos | Rockwell Collins  | TPR-901                   |
| Transpondedor (opción 2017) | Bandera de Estados Unidos | Honeywell         | TRA-100B                  |

## Variantes

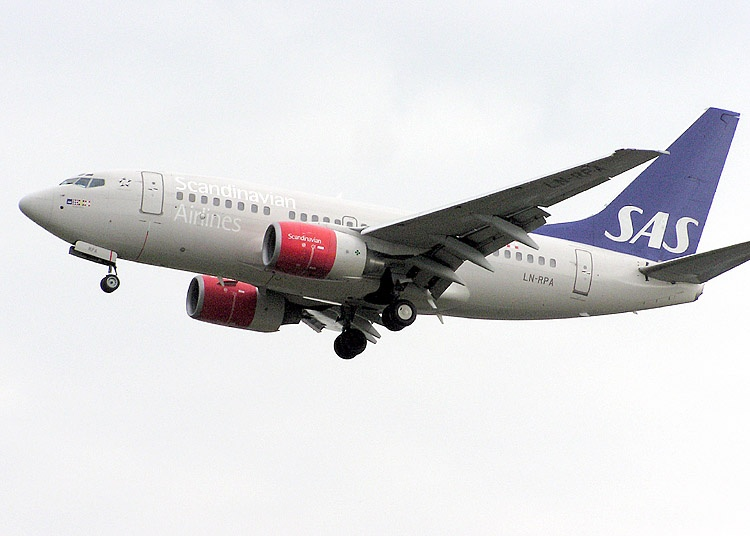
Un 737-600 de Scandinavian Airlines System

### 737-600
El 737-600 es el reemplazo directo del 737-500 y compite con el Airbus A318 y es el avión más pequeño de la familia 737. El Boeing 737-600 no incluía winglets opcionales. WestJet iba a ser el cliente de lanzamiento de Boeing para los 737-600 con winglets, pero anunció en el segundo trimestre de 2006 que no iba a seguir adelante con esos planes. El 737-600 fue lanzado por Scandinavian Airlines (SAS) en 1995, el primer avión fue entregado el 18 de septiembre de 1998. Un total de 69 -600s fueron producidos, la aeronave final fue entregada a WestJet en 14 de septiembre de 2006.
Boeing retiró el 737-600 de su lista de precios en 2012.

### 737-700

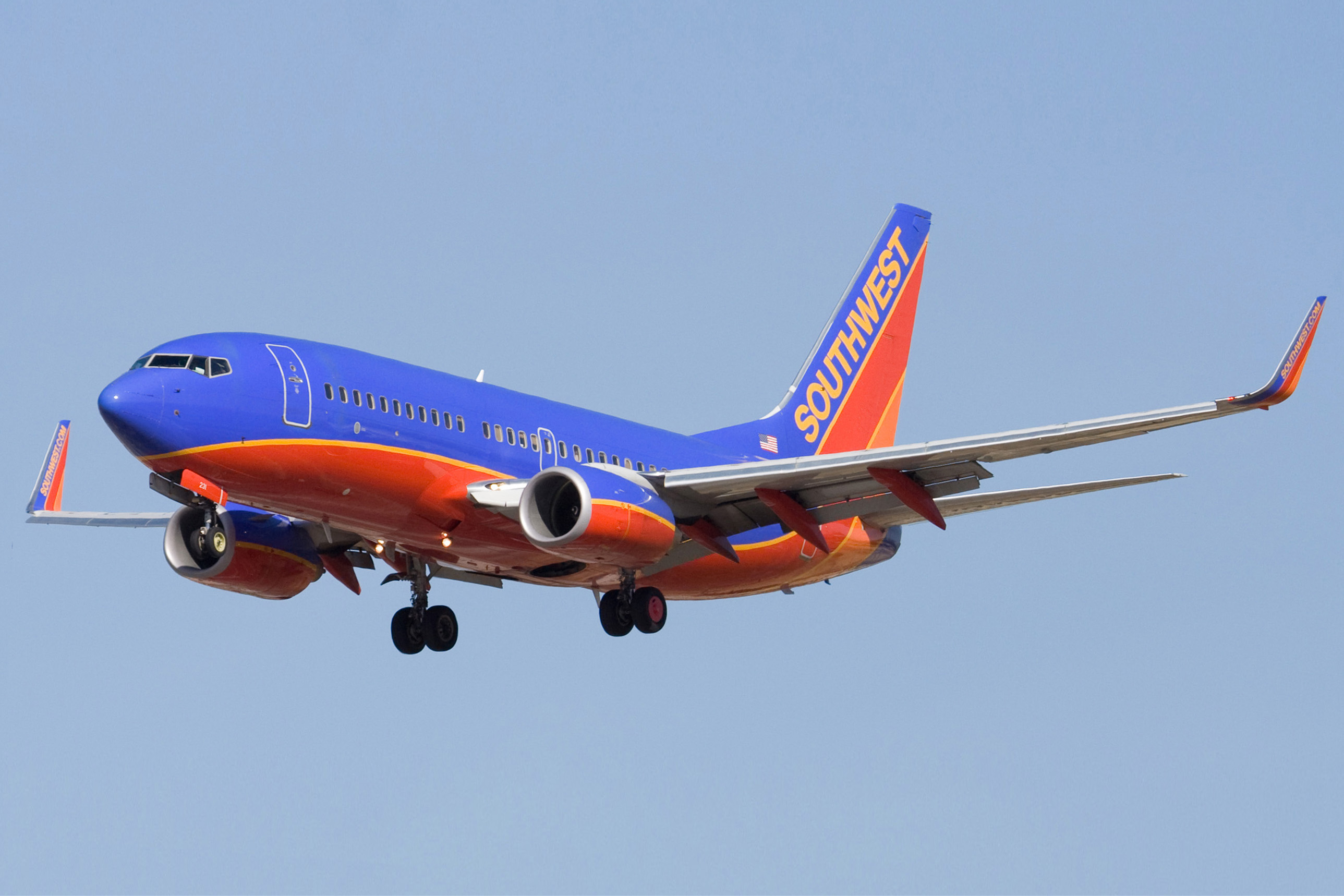
Un 737-700 de Southwest Airlines

El 737-700 fue el primero de la serie Next Generation cuando cliente de lanzamiento Southwest Airlines ordenó la variante en noviembre de 1993. La variante fue basada en el 737-300 y entró en servicio en 1998. Sustituyó los 737-300 en la alineación de Boeing, y su competidor directo es el Airbus A319. Por lo general tiene capacidad para 137 pasajeros en una cabina de dos clases o 149 en configuración económica. El usuario principal de la serie 737-700 es Southwest Airlines. Operan cerca de 400 de estos aviones y tiene más pedidos.
El 737-700C es una versión convertible, donde los asientos pueden ser removidos para transportar carga. Tiene una gran puerta en el lado izquierdo de la aeronave. La Armada de los Estados Unidos fue el cliente de lanzamiento del 737-700C bajo la designación militar C-40 Clipper.

#### 737-700ER
Boeing lanzó el 737-700ER (ER para rango extendido) el 31 de enero de 2006. All Nippon Airways fue el cliente de lanzamiento, con el primero de los cinco 737-700ERs entregado el 16 de febrero de 2007. El 737-700ER es la versión de transporte comercial de pasajeros del BBJ1 y el 737-700IGW. Combina el fuselaje del 737-700 con las alas y el tren de aterrizaje de un 737-800. Ofrece un alcance de 5510 millas náuticas (10 200 kilómetros), con capacidad para 126 pasajeros en una configuración tradicional de dos clases. El competidor para este modelo sería el A319LR. El 737-700ER tiene la segunda autonomía más larga de 737 después del BBJ2. El 737-700ER está inspirado en el Boeing Business Jet y está diseñado para aplicaciones comerciales de largo alcance.
All Nippon Airways, la segunda aerolínea más grande de Japón, es pionera con este modelo en Asia con un servicio diario entre Tokio y Bombay. La totalidad de sus asientos se encuentra configurados en modalidad Business. Además cuenta con 36 asientos y tanques de combustibles adicionales. Un total de 1048 aviones -700, 106 -700 BBJ y 14 -700C habían sido entregados hasta enero de 2011.

### 737-800

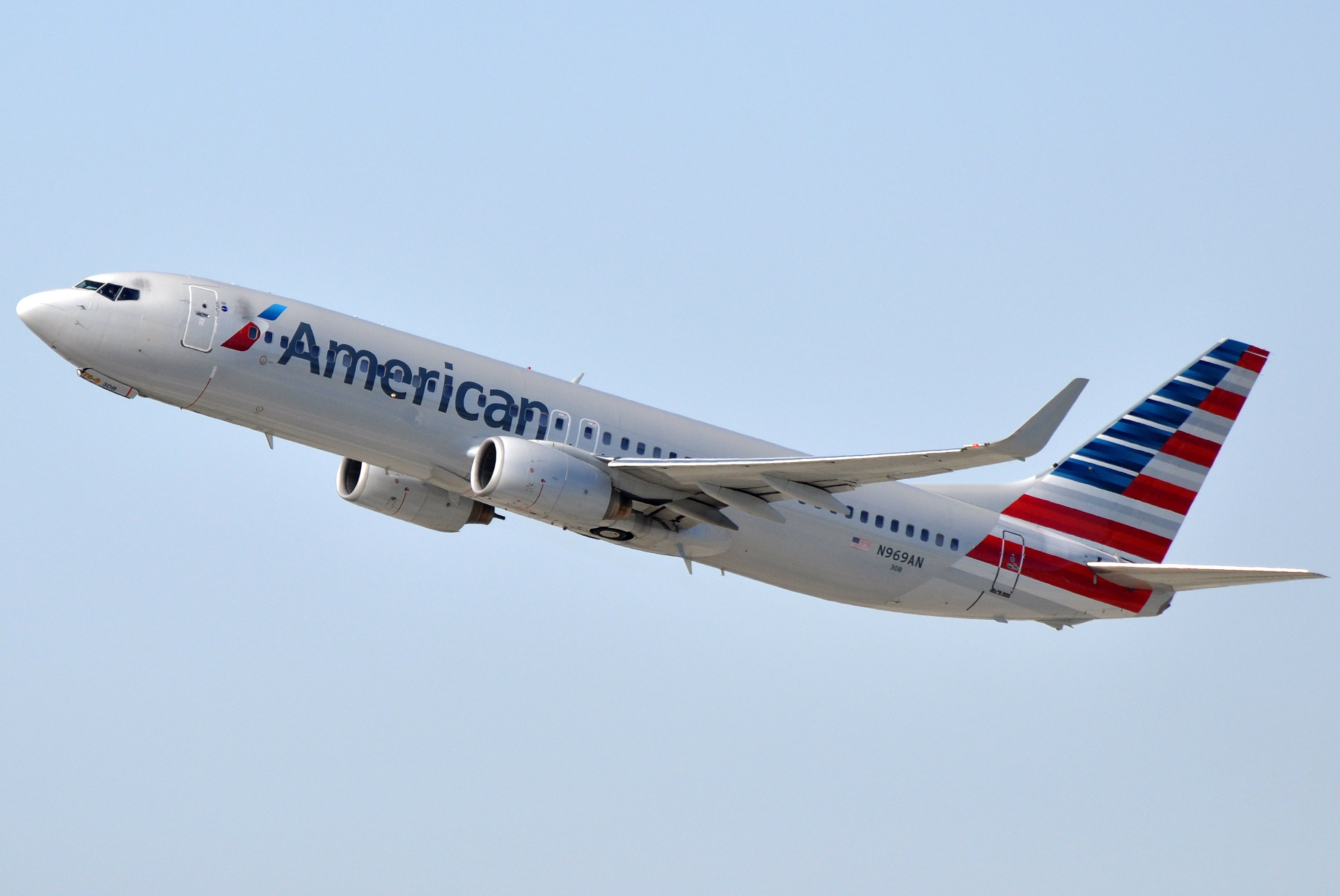
Un 737-800 American Airlines despegando del Aeropuerto Internacional de Los Ángeles

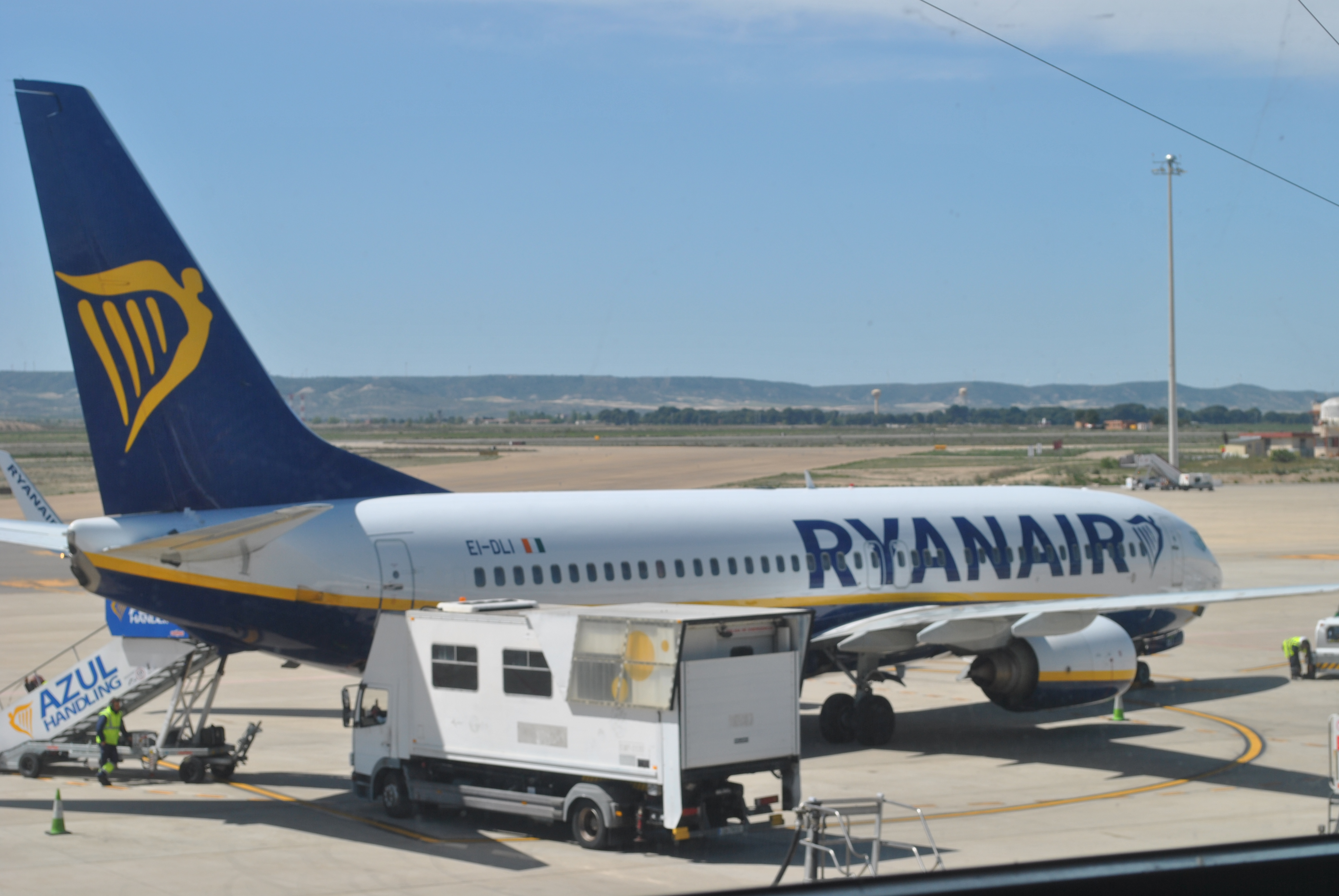
Imagen de un Boeing 737-800 operado por Ryanair Airlines aterrizado en el aeropuerto de Zaragoza

El 737-800 es una versión alargada del 737-700, y sustituye al 737-400. También llenó el vacío dejado por la decisión de interrumpir el McDonnell Douglas MD-80 y MD-90 tras la fusión de Boeing con McDonnell Douglas. El −800 fue lanzado por Hapag-Lloyd Flug (ahora TUIfly) en 1994 y entró en servicio en 1998. El 737-800 tiene capacidad para 162 pasajeros en una configuración de dos clases, o 189 en una clase, y compite con el A320. Para muchas aerolíneas de los Estados Unidos el 737-800 sustituyó al envejecido trimotor Boeing 727-200.
El 737-800 es también uno de los modelos que sustituyen a los aviones McDonnell Douglas de la serie MD-80 en servicio con las aerolíneas; los cuales queman 850 galones (3200 litros) de combustible por hora, o alrededor del 80 por ciento del combustible que necesita un MD-80 en un vuelo comparable, incluso mientras lleva más pasajeros que el segundo. De acuerdo con Airline Monitor, una publicación del sector, un 737-800 quema 4,88 galones (18,5 litros) de combustible por asiento por hora. Alaska Airlines reemplazó el MD-80 con el 737-800, ahorrando de $2000 por vuelo, asumiendo los precios del jet fuel en $4 por galón. El costo de combustible de cada uno de esos vuelos (precios de 2008) en un 737-800 es de aproximadamente $8500.
El 14 de agosto de 2008, American Airlines anunció 26 pedidos para el 737-800 (20 son opciones ejercidas por contratos firmados con anterioridad y seis son nuevos pedidos adicionales) así como las entregas aceleradas. Un total de 2135 -800, y 16 -800 BBJ han sido entregados con 1521 pedidos pendientes hasta enero de 2011. Ryanair, una aerolínea de bajo coste irlandesa es uno de los mayores operadores del Boeing 737-800, con una flota de más de 300 aviones sirviendo rutas en toda Europa y el norte de África.

### 737-800BCF
En febrero de 2016, Boeing lanzó un programa de conversión de avión de pasajeros a carguero, denominado 737-800BCF (Boeing Converted Freighter).
Boeing comenzó el programa con pedidos de 55 conversiones y el primer avión convertido se entregó a West Atlantic (G-NPTA), el 17 de abril de 2018.
En el Salón Aeronáutico de Farnborough de 2018, GECAS anunció un acuerdo para 20 pedidos en firme y 15 pedidos de opciones para el 737-800BCF. Los pedidos y compromisos totales incluyen 80 aviones a más de media docena de clientes.
Las modificaciones en la estructura del avión 737-800 incluyen la instalación de una gran puerta de carga, un sistema de manejo de carga y alojamientos adicionales para la tripulación o los pasajeros. El avión está diseñado para volar hasta 3700 km en un MTOW de 79 toneladas.

### 737-900

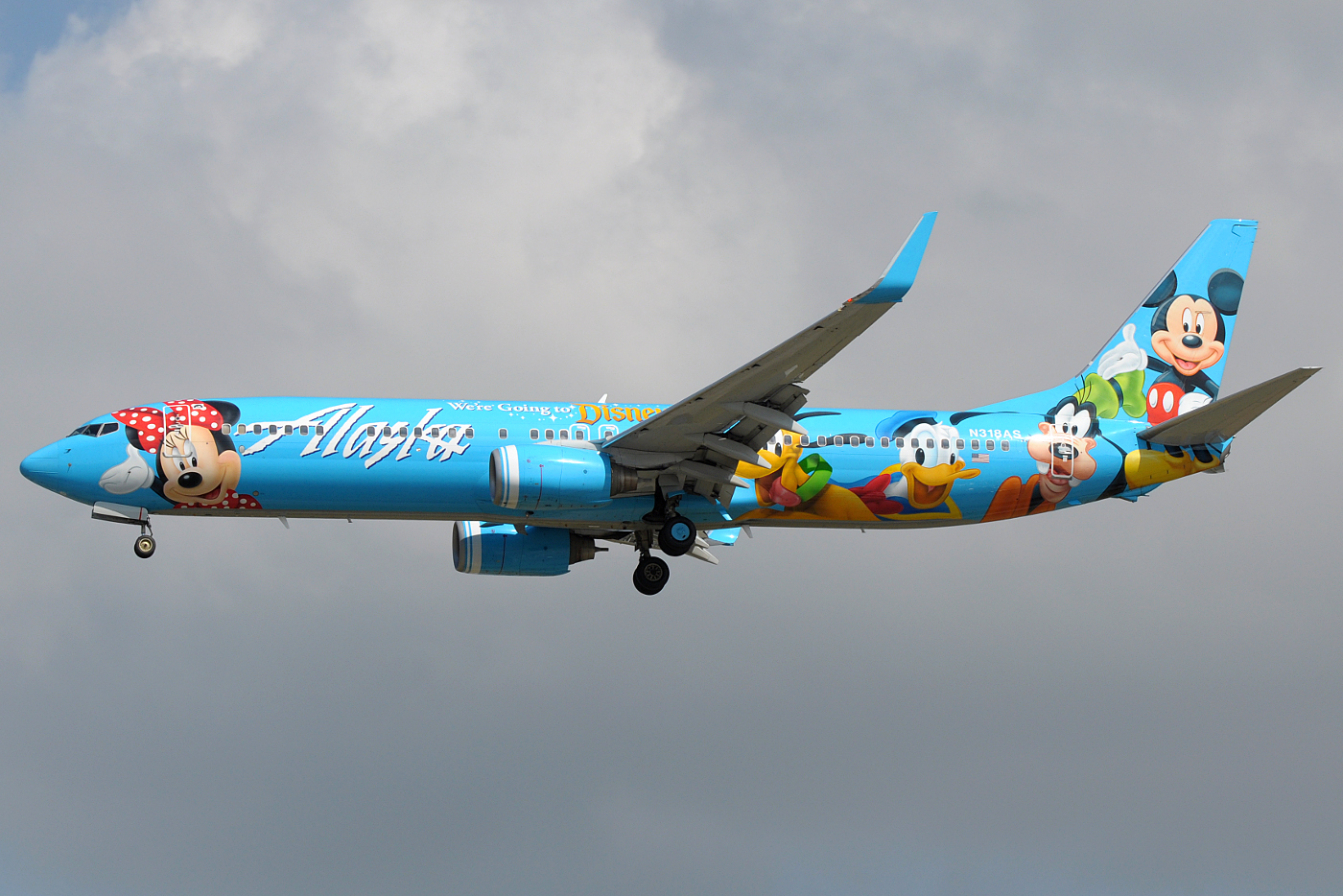
Boeing 737-900 Alaska Airlines con librea Disneyland

Boeing introdujo más tarde el 737-900, la variante más larga hasta la fecha. Debido a que el -900 conserva la misma configuración de salida del −800, la capacidad de asientos está limitado a 177 plazas en dos clases, o 189 en una clase única. Alaska Airlines lanzó el 737-900 en 1997 y aceptó la entrega en 15 de mayo de 2001. El 737-900 también conserva el MTOW y la capacidad de combustible del -800. Estas deficiencias hasta hace poco impidieron a los 737-900 competir eficazmente con el Airbus A321.

#### 737-900ER
El 737-900ER (ER para alcance extendido, Extended Range), que fue llamado 737-900X antes del lanzamiento, es la incorporación más reciente y la más grande variante de la línea Boeing 737 y se introdujo para satisfacer el alcance y la capacidad de pasajeros del descontinuado 757-200 y competir directamente con el Airbus A321. Un par de puertas de salida adicionales y un mamparo de presión trasero aumentaron la capacidad de asientos a 180 pasajeros en una configuración de 2 clases o 215 en configuración de clase única. La capacidad de combustible adicional y winglets estándar mejoraron el alcance al de otras variantes 737NG.

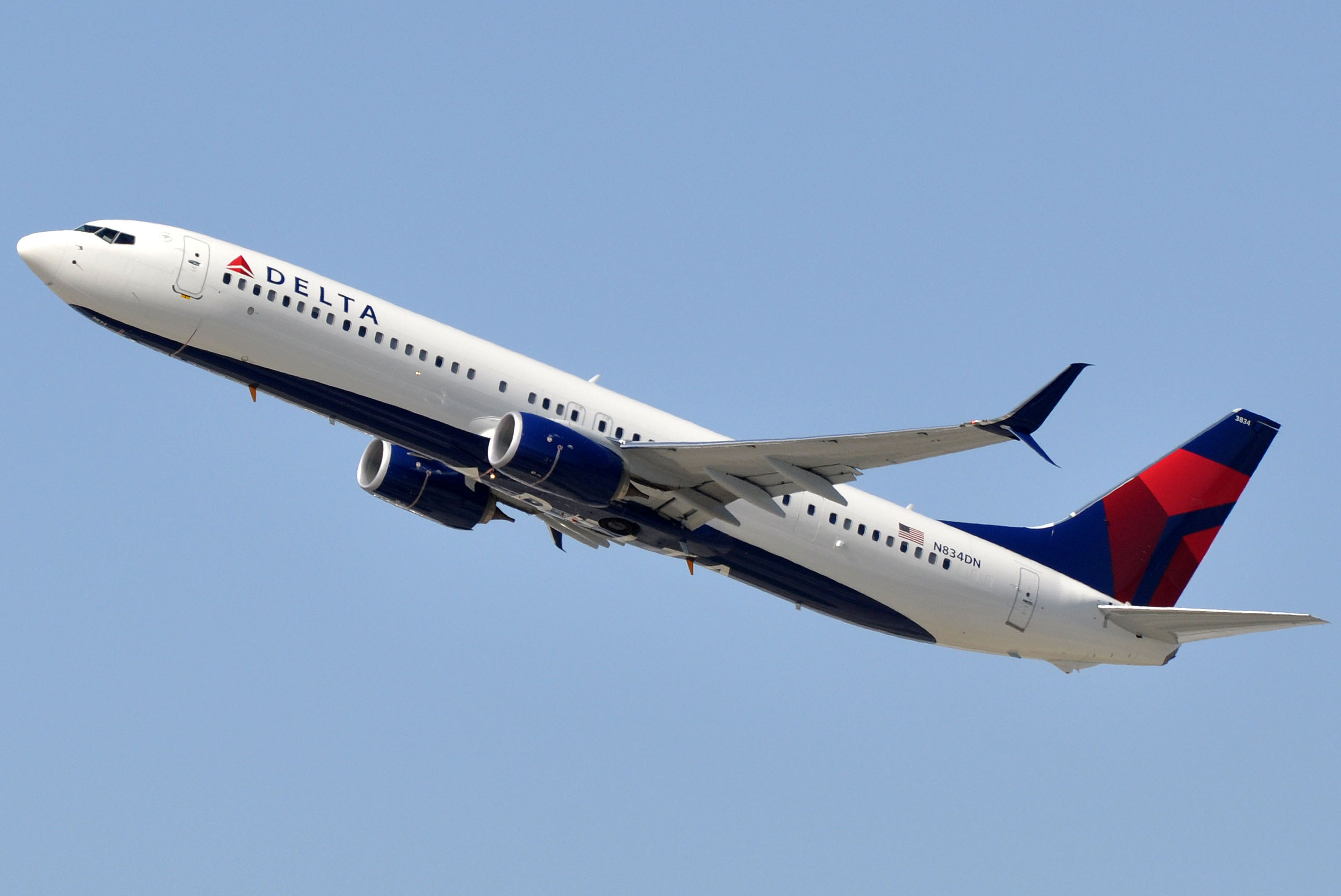
Boeing 737-900ER de Delta Air Lines despegando desde el aeropuerto de Los Ángeles

El primer 737-900ER salió de la fábrica en Renton, Washington el 8 de agosto de 2006, para su cliente de lanzamiento, Lion Air. Lion Air recibió esta aeronave el 27 de abril de 2007 en un régimen especial de doble pintura, combinando el logo del Lion Air en el estabilizador vertical y los colores de la librea de la Boeing en el fuselaje. Lion Air tiene pedidos para 166 737-900ER a partir de agosto de 2011.
El 22 de agosto de 2011, se informó que Delta Air Lines hizo un pedido de 100 737-900ERs. Un total de 52 -900s, 358 -900ERs y 7 -900 BBJs han sido entregados, con 142 pedidos pendientes para el -900ER a partir de noviembre de 2015.

### Modelos militares
- Boeing 737 AEW&C – El Boeing 737 AEW&C es un 737-700IGW más o menos similar al 737-700ER. Esta es una versión de alerta temprana y control aerotransportado (AEW&C) del 737NG. Australia fue el primer cliente (como proyecto Wedgetail), seguido de Turquía y Corea del Sur.
- C-40 Clipper – El C-40A Clipper es un 737-700C utilizado por la Armada de los Estados Unidos como un reemplazo para el C-9B Skytrain II. El C-40B y C-40C son utilizados por la USAF para el transporte de generales y otros altos dirigentes.
- P-8 Poseidon – El P-8 es un 737-800ERX ("Extended Range") que fue seleccionado el 14 de junio de 2004 para reemplazar los aviones de patrulla marítima Lockheed P-3 Orion.[37] El P-8 es único 767-400ER que tiene raked wingtips, en lugar de blended winglets disponibles en las variantes 737NG. El P-8 es designado 737-800A por Boeing.[38]

### Boeing Business Jet

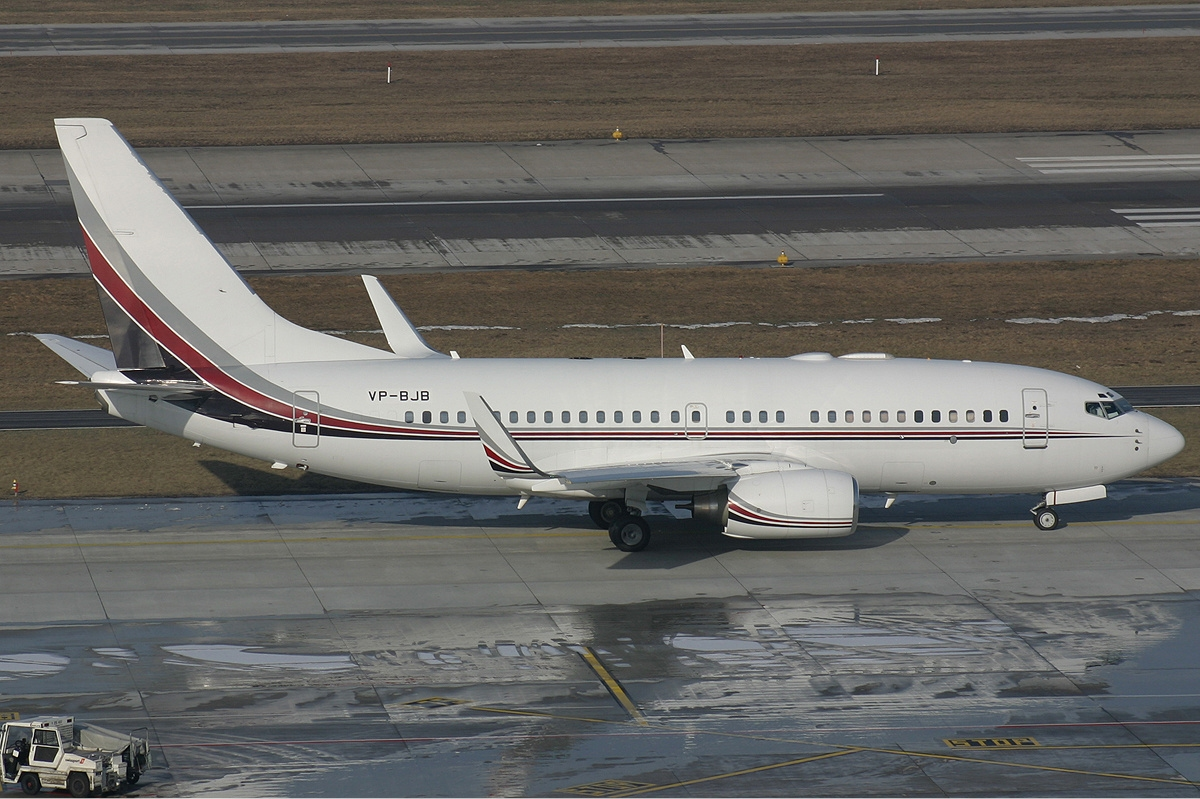
Un típico Boeing Business Jet (BBJ1)

Los planes para una versión de avión de negocios del 737 no son nuevos. A finales de 1980, Boeing comercializó el Boeing 77-33, una versión de jet ejecutivo del 737-300. El nombre fue efímero. Después de la introducción de la serie next generation, Boeing introdujo la serie Boeing Business Jet (BBJ). El BBJ1 era similar en dimensiones al 737-700 pero tenía características adicionales, incluyendo alas más fuertes, el tren de aterrizaje del 737-800 y alcance aumentado (a través del uso de tanques de combustible adicionales) sobre los otros modelos 737. El primer BBJ salió de la planta de ensamblaje el 11 de agosto de 1998, y voló por primera vez el 4 de septiembre.
El 11 de octubre de 1999 Boeing lanzó el BBJ2. Basado en el 737-800, es 5,84 m más largo que el BBJ1, con un 25% más de espacio en la cabina y el doble espacio de equipaje, pero el alcance reducido ligeramente. También está equipado con tanques de combustible auxiliares y winglets. El primer BBJ2 fue entregado el 28 de febrero de 2001.

## Operadores
Hasta julio de 2016, 5567 Boeing 737 Next Generation estaban en servicio comercial. Esto incluye 54 de la serie -600, 1039 -700, 4033 -800 y 441 -900.
Los principales operadores civiles son:
- Southwest Airlines (568)[43]
- United Airlines (329)[44]
- American Airlines (303)[45]
- Delta Air Lines (240)[46]
- Ryanair (205)[47]
- China Southern Airlines (177)[48]
- Alaska Airlines (166)[49]
- China Eastern Airlines (138)[50]
- Hainan Airlines (133)[51]
- Shandong Airlines (126)[52]
- Malta Air (125)[53]
- Xiamen Air (124)[54]
- Air China (105)[55]
- Gol Linhas Aéreas (97)[56]
- Lion Air (93)[57]
- Jet2.com (89)[58]
- Virgin Australia (86)[59]
- WestJet (85)[60]
- Qantas (75)[61]
- Shenzhen Airlines (71)[62]
- Transavia France (70)[63]
- Shanghai Airlines (68)[64]
- Copa Airlines (67)[65]
- SunExpress (59)[66]
- Buzz (58)[67]
- Turkish Airlines (55)[68]
- China United Airlines (53)[69]
- Sun Country Airlines (46)[70]
- AnadoluJet (45)[71]
- Transavia (44)[72]
- Pobeda Airlines (42)[73]
- Malaysia Airlines (42)[74]
- Japan Airlines (42)[75]
- KLM (42)[76]
- Garuda Indonesia (39)[77]
- Aerolíneas Argentinas (39)[78]
- Norwegian Air Shuttle (39)[79]
- All Nippon Airways (39)[80]
- Jeju Air (38)[81]
- Aeroflot (37)[82]
- Aeromexico (36)[83]
- SmartWings (32)[84]
- Air Algérie (32)[85]
- Amazon Prime Air (30)[86]
- Batik Air (30)[87]
- Lucky Air (30)[88]
- Flydubai (30)[89]
- Ethiopian Airlines (29)[90]
- EgyptAir (29)[91]
- Skymark Airlines (29)[92]
- TUI Airways (28)[93]
- Royal Air Maroc (28)[94]
- Kunming Airlines (28)[95]
- Norwegian Air Sweden (26)[96]
- Hebei Airlines (26)[97]
- Air India Express (26)[98]
- T'way Airlines (26)[99]
- El Al (25)[100]
- FlySafair (25)[101]
- SpiceJet (24)[102]
- Enter Air (23)[103]
- Donghai Airlines (23)[104]
- Okay Airways (22)[105]
- Jin Air (22)[106]
- 9 Air (22)[107]
- Ruili Airlines (21)[108]
- Thai Lion Air (20)[109]
- Korean Air (19)[110]
- S7 Airlines (19)[111]
- Sunwing Airlines (18)[112]
- Air Europa (18)[113]
- China Postal Airlines (17)[114]
- Urumqi Air (17)[115]
- UTair Aviation (16)[116]
- Iraqi Airways (16)[117]
- TUI fly Belgium (16)[118]
- TUIfly (16)[119]
- Ryanair UK (15)[120]
- Flybondi (15)[121]
- Avelo Airlines (15)[122]
- Air Changan (14)[123]
- Rossiya (14)[124]
- Japan Transocean Air (14)[125]
- Corendon Airlines Europe (14)[126]
- ASL Airlines Belgium (14)[127]
- Fuzhou Airlines (14)[128]
- Nok Air (14)[129]
- Turkmenistan Airlines (13)[130]
- Boliviana de Aviación (13)[131]
- Dalian Airlines (13)[132]
- Oman Air (12)[133]
- ASKY Airlines (12)[134]
- Jiangxi Air (12)[135]
- ASL Airlines Ireland (11)[136]
- SmartAvia (11)[137]
- Nordwind Airlines (11)[138]
- Sriwajaya Air (11)[139]
- China Airlines (10)[140]
- Royal Jet (10)[141]
- ASL Airlines France (10)[142]
- SkyUp Airlines (10)[143]
- Suparna Airlines (10)[144]
- AirExplore (10)[145]
- Jettime (10)[146]
- Swoop (10)[147]
- Kenya Airways (10)[148]
- Pegasus Airlines (9)[149]
- Corendon Airlines (9)[150]
- Canadian North (9)[151]
- REX Airlines (9)[152]
- Air China Inner Mongolia (9)[153]
- Swiftair (8)[154]
- FedEx Express (8)[155]
- SCAT Airlines (8)[156]
- Fly Baghdad (8)[157]
- Atlas Air (8)[158]
- Wingo (8)[159]
- TAROM (8)[160]
- NordStar (8)[161]
- Southern Air (8)[162]
- Luxair (8)[163]
- Air Europa Express (7)[164]
- Batik Air Malaysia (7)[165]
- Arik Air (7)[166]
- Singapore Airlines (7)[167]
- AirExplore (7)[168]
- Saudi Aramco (7)[169]
- Aeroitalia (6)[170]
- Ukraine International Airlines (6)[171]
- Scandinavian Airlines System (6)[172]
- ATRAN - Aviatrans Cargo Airlines (6)[173]
- Caribbean Airlines (6)[174]
- Yakutia (6)[175]
- LOT Polish Airlines (6)[176]
- Spring Airlines Japan (6)
- RwandAir (6)[177]
- Biman Bangladesh Airlines (6)[178]
- Eastern Air Express (5)[179]
- Cargoair (5)[180]
- KlasJet (5)[181]
- JD Airlines (5)[182]
- GetJet Airlines (5)[183]
- Neos (5)[184]
- Somon Air (5)[185]
- Alrosa Mirny Air Enterprise (5)[186]
- China Central Longhao Airlines (5)[187]
- Belavia (5)[188]
- Joy Air (5)[189]
- AlbaStar (5)[190]
- Azur Air (5)[191]
- Mavi Gök Airlines (MGA) (4)[192]
- Eastar Jet (4)[193]
- Central Airlines (4)[194]
- Texel Air (4)[195]
- Badr Airlines (4)[196]
- Eurowings (4)[197]
- Compass Cargo Airlines (4)[198]
- Firefly (4)[199]
- Las Vegas Sands Corporation (4)[200]
- West Air Sweden (4)[201]
- Air Incheon (4)[202]
- TAAG Angola Airlines (4)[203]
- Serene Air (4)[204]
- Team Global Express (3)[205]
- Nauru Airlines (3)[206]
- Air Inuit (3)[207]
- Go2Sky (3)[208]
- Equair (3)[209]
- Bahamasair (3)[210]
- Georgian Airways (3)[211]
- Fly Gangwon (3)[212]
- ETF Airways (3)[213]
- CEIBA Intercontinental (3)[214]
- NG Eagle (3)[215]
- Greater Bay Airlines (3)[216]
- Gazpromavia (3)[217]
- MyWay Airlines (3)[218]
- Grand China Air (3)[219]
- MIAT Mongolian Airlines (3)[220]
- Sideral Air Cargo (2)[221]
- Air Peace (2)[222]
- Tailwind Airlines (2)[223]
- Red Sea Airlines (2)[224]
- FlyEgypt (2)[225]
- Flair Airlines (2)[226]
- MercadoLibre (2)[227]
- Kalitta Charters II (2)[228]
- Global Jet Luxembourg (2)[229]
- Chrono Aviation (2)[230]
- Izhavia (2)[231]
- World Cargo Airline (2)[232]
- Ikar (2)[233]
- Myanmar National Airlines (2)[234]
- TUI Airlines Netherlands (2)[235]
- Eznis Airways (2)[236]
- Bluebird Airways (2)[237]
- Miami Air International (2)[238]
- Tianjin Air Cargo (2)[239]
- Mauritania Airlines (2)[240]
- Caribbean Airlines (1)[241]
- AlpAvia (1) [242]
- Kuayue Express (1)[243]
- Texel Air New Zealand (1)[244]
- TUIfly Nordic (1)[245]
- Syphax Airlines (1)[246]
- Air X Charter (1)[247]
- Allied Air (1)[248]
- Skybridge (1)[249]
- Azur Air Ukraine (1)[250]
- Lukoil Avia (1)[251]
- Fiji Airways (1)[252]
- RDS Cargo Group (1)[253]
- Northern Air Cargo (1)[254]
- AMC Airlines (1)[255]
- My Indo Airlines (1)[256]
- GainJet Ireland (1)[257]
- Air Austral (1)[258]
- OWG (1)[259]
- Air Niugini (1)[260]
- Jet Aviation Flight Services (Malta) (1)[261]
- TAG Aviation (Stansted) (1)[262]
- Longtail Aviation (1)[263]
- Lumiwings (1)[264]
- Charter Jets (1)[265]
- PrivatAir Saudi Arabia (1)[266]
- West Atlantic UK (1)[267]
- China Xinhua Airlines (1)[268]
- Air Vanuatu (1)[269]
- Buraq Air (1)[270]
- White Airways (1)[271]

Los principales operadores gubernamentales y militares son:
- Fuerza Aérea Argentina: 1[272]
- Fuerza Aérea de los Estados Unidos: 13
- Gobierno de Turkmenistán: 1

### Antiguos Operadores

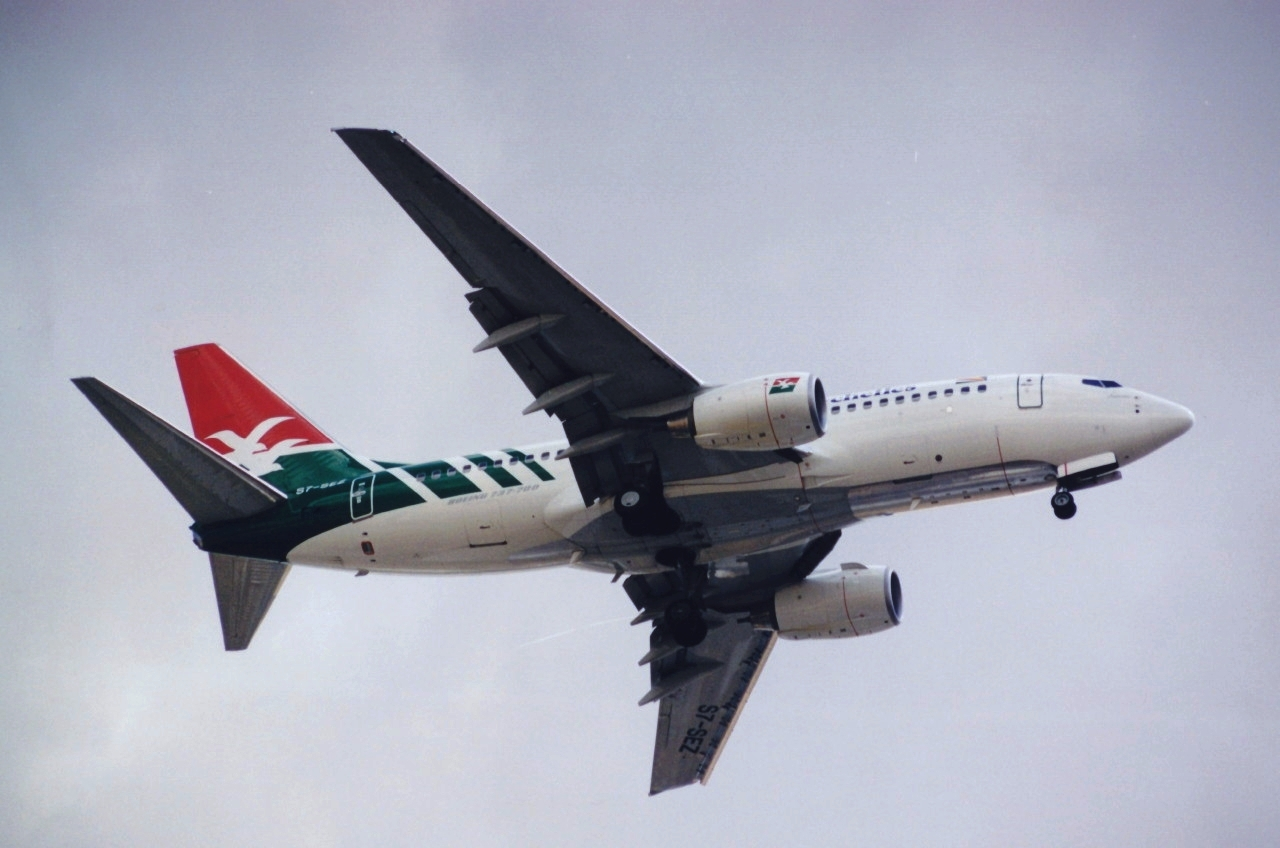
737-7Q8 de Air Seychelles

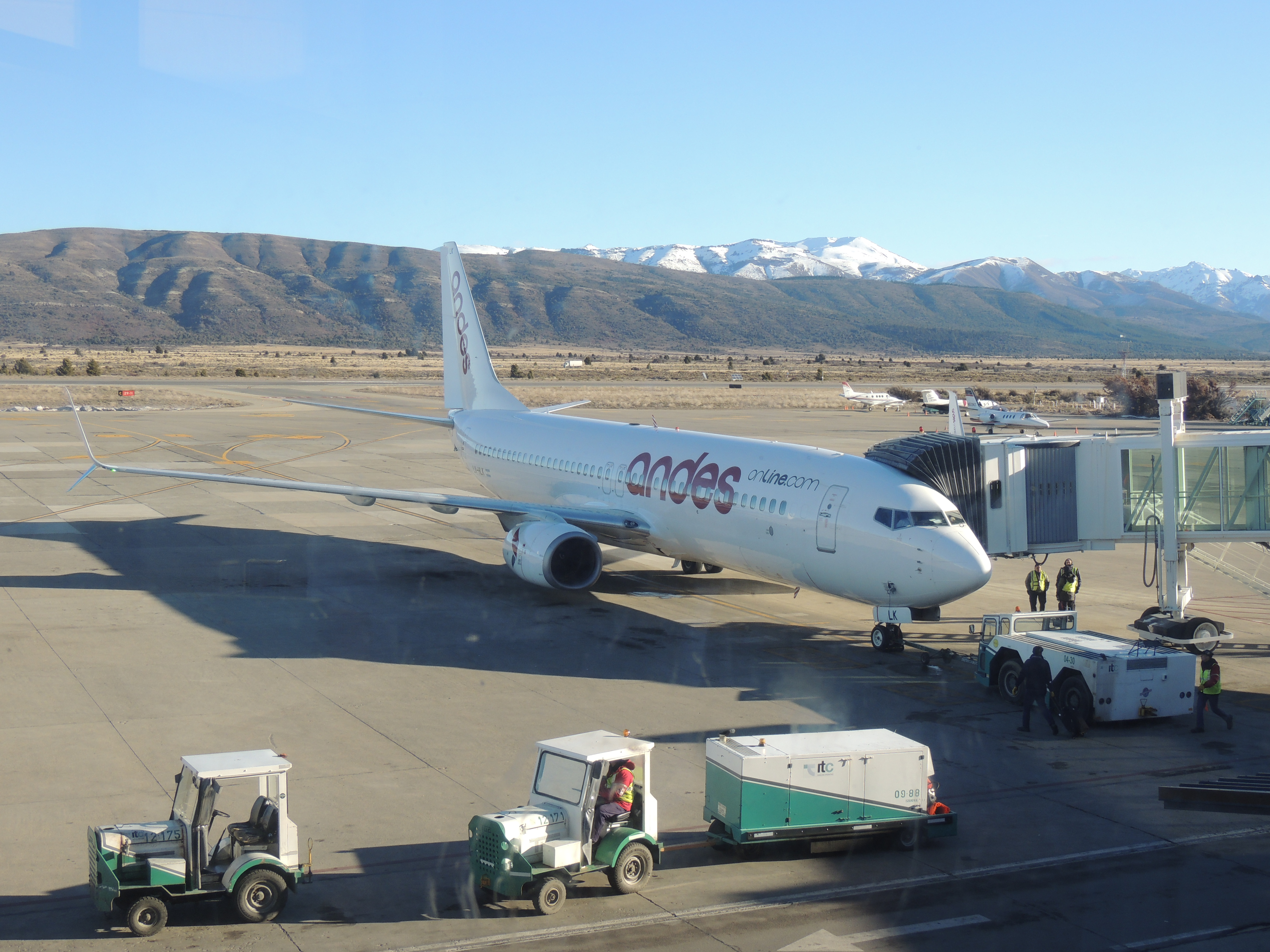
737-800 de Andes Líneas Aéreas en el aeropuerto de Bariloche

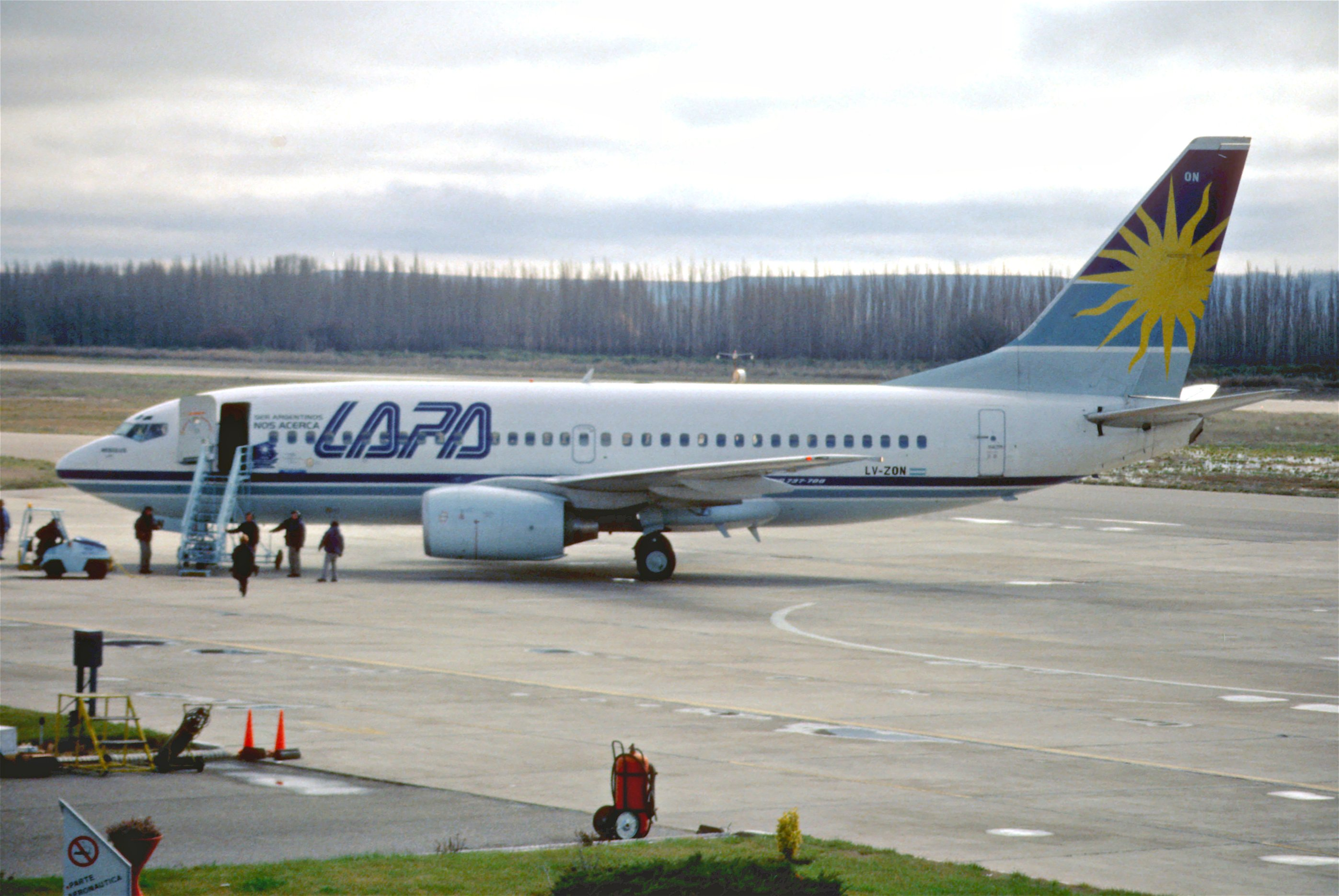
737-7Q8 de LAPA en el aeropuerto de Neuquén en 2000

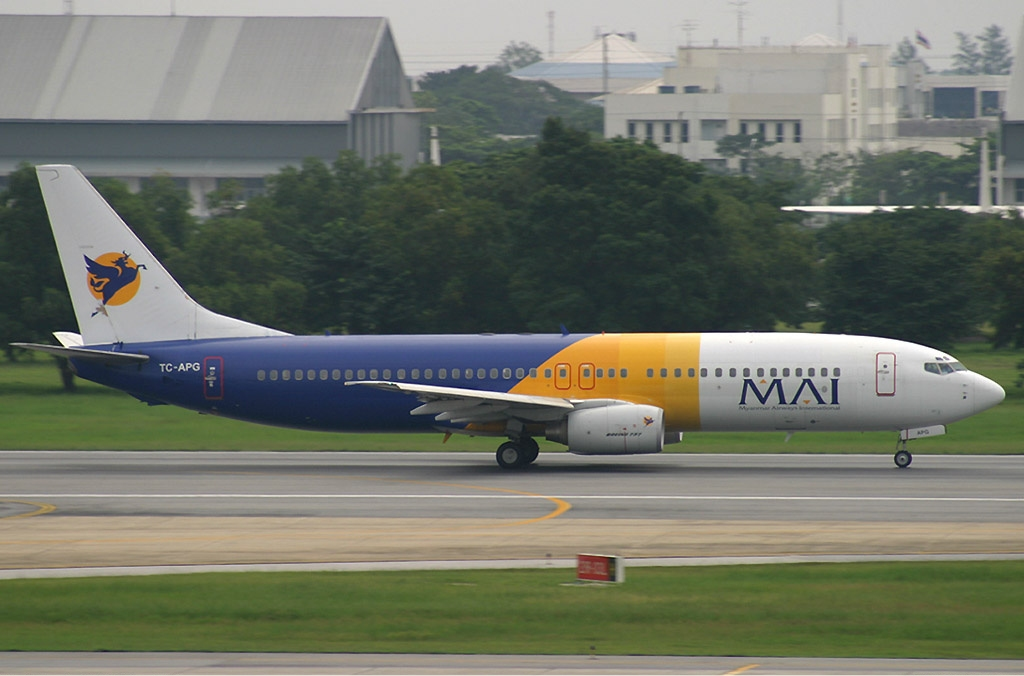
737-800 de Myanmar Airways International

#### África
Angola
- SonAir (3)[273]

 Cabo Verde
- Cabo Verde Airlines (2)[274]

 Madagascar
- Air Madagascar (1)[275]

 Namibia
- Air Namibia (1)[276]

 Nigeria
- Med-View Airline (2)[277]

 Seychelles
- Air Seychelles (1)[278]

 Sudáfrica
- South African Airways (21)[279]
- Mango (16)[280]
- Comair (15)[281]
- Kulula.com (13)[282]

#### América
Argentina
- Lapa (9) (primer operador en Latinoamérica)

 Brasil
- Rio Sul (5)[283]

 Canadá
- CanJet (56)
- Air Transat (33)[284]
- Enerjet (9)[285]

 Colombia
- LAN Colombia (10)[286]

 Estados Unidos
- iAero Airways (14)[287]
- Ryan International Airlines (9)[288]
- Xtra Airways (8)[289]
- ConocoPhillips Aviation Alaska (3)[290]
- North American Airlines (2)[291]
- United Nations (2)[292]
- Raytheon Aircraft Company (1)[293]
- Mesa Airlines (1)[294]
- Embraer Executive Aircraft (1)[295]

 Haití
- Sunrise Airways (1)[296]

 Islas Caimán
- Cayman Airways (1)[297]

 Surinam
- Fly All Ways (3)[298]
- Surinam Airways (2)[299]

#### Oceanía
Australia
- Tigerair Australia (6)[300]

#### Asia
Afganistán
- Kam Air (3)[301]
- Ariana Afghan Airlines (1)[302]

 Arabia Saudita
- Flynas (7)[303]
- Dallah BBJ LLC (1)[304]

 Bangladés
- Regent Airways (6)[305]

 Baréin
- Gulf Air (3)[306]

 Birmania
- Myanmar Airways International (1)[307]

 Chipre
- Helios Airways

 Hong Kong
- Hong Kong Airlines (9)[308]
- HK Express (8)[309]

 India
- Vistara (9)[310]

 Indonesia
- Travira Air (1)[311]
- Premiair (1)[312]

 Israel
- Israir (4)[313]

 Kazajistán
- Air Astana (4)[314]

 Kirguistán
- Air Manas (2)[315]

 Líbano
- Wings Of Lebanon (2)[316]

 Malasia
- Love Fly (1)[317]

 Maldivas
- Mega Global Air (1)[318]

 República de China
- Mandarin Airlines (6)[319]

 Singapur
- SilkAir (17)[320]

 Tailandia
- Real Fuerza Aérea Tailandesa (2)[321]

 Uzbekistán
- Centrum Air (2)[322]

 Yemen
- Yemenia (4)[323]

#### Europa
Albania
- Air Albania (1)[324]

 Alemania
- SunExpress Deutschland (28)[325]
- Cirrus Airlines (1)[326]
- Azur Air Germany (1)[327]
- Condor Flugdienst (1)[328]

 Armenia
- Aircompany Armenia (3)[329]
- Shirak Avia (1)[330]

 Austria
- Austrian Airlines (11)[331]
- Philipp Aviation Consulting Engineering[332]

 Dinamarca
- Primera Air (8)[333]

 Francia
- XL Airways France (6)[334]

 Grecia
- Amjet Executive (1)[335]

 Irlanda
- Norwegian Air International (72)[336]

 Islandia
- Bluebird Nordic (8)[337]
- Icelandair (1)[338]

 Italia
- Blue Panorama Airlines (10)[339]
- Air Italy (8)[340]

 Malta
- Air Malta (2)[341]
- Maleth-Aero (1)[342]

 Noruega
- Flyr (6)[343]

 Polonia
- Ryanair Sun (24)[344]

 Portugal
- EuroAtlantic Airways (1)[345]

 Reino Unido
- easyJet (33)[346]
- Norwegian Air UK (1)[347]

 República Checa
- Czech Airlines (1)[348]

 Rumania
- Blue Air (25)[349]

 Rusia
- Orion X Airlines (1)[350]

 San Marino
- San Marino Executive Aviation (2)[351]

 Suecia
- Novair (3)[352]

 Suiza
- Chair Airlines (1)[353]

 Túnez
- Tunisair (10)[354]

 Turquía
- AtlasGlobal (2)[355]
- Freebird Airlines (1)[356]

 Ucrania
- Bees Airline (4)[357]

## Pedidos y entregas
| Serie del modelo    | Pedidos | Pedidos    | Entregas | Entregas | Entregas | Entregas | Entregas | Entregas | Entregas | Entregas | Entregas | Entregas | Entregas | Entregas | Entregas | Entregas | Entregas | Entregas | Entregas | Entregas | Entregas | Entregas | Entregas | Entregas | Entregas |
| Aviones comerciales | Total   | Pendientes | Total    | 2018     | 2017     | 2016     | 2015     | 2014     | 2013     | 2012     | 2011     | 2010     | 2009     | 2008     | 2007     | 2006     | 2005     | 2004     | 2003     | 2002     | 2001     | 2000     | 1999     | 1998     | 1997     |
| ------------------- | ------- | ---------- | -------- | -------- | -------- | -------- | -------- | -------- | -------- | -------- | -------- | -------- | -------- | -------- | -------- | -------- | -------- | -------- | -------- | -------- | -------- | -------- | -------- | -------- | -------- |
| 737-600             | 69      |            | 69       |          |          |          |          |          |          |          |          |          |          |          |          | 10       | 3        | 3        | 6        | 5        | 4        | 6        | 24       | 8        |          |
| 737-700             | 1128    | 0          | 1128     | 2        | 4        | 6        | 7        | 11       | 12       | 7        | 43       | 23       | 51       | 61       | 101      | 103      | 93       | 109      | 80       | 71       | 85       | 75       | 96       | 85       | 3        |
| 737-700C            | 22      | 2          | 20       |          |          | 3        |          | 2        |          |          | 1        | 2        |          | 1        |          | 1        |          | 2        |          | 2        | 3        | 3        |          |          |          |
| 737-700W            | 14      | 0          | 14       |          |          |          |          |          |          |          |          | 2        | 2        |          |          | 5        | 2        | 1        | 1        | 1        |          |          |          |          |          |
| 737-800             | 5056    | 212        | 4844     | 154      | 397      | 411      | 396      | 386      | 347      | 351      | 292      | 323      | 283      | 190      | 214      | 172      | 104      | 78       | 69       | 126      | 168      | 185      | 133      | 65       |          |
| 737-800 A           | 138     | 37         | 101      | 10       | 17       | 18       | 15       | 13       | 8        | 9        | 5        | 1        | 3        | 2        |          |          |          |          |          |          |          |          |          |          |          |
| 737-900             | 52      | 0          | 52       |          |          |          |          |          |          |          |          |          |          |          |          |          | 6        | 6        | 11       | 8        | 21       |          |          |          |          |
| 737-900ER           | 501     | 42         | 459      | 10       | 37       | 52       | 73       | 70       | 67       | 44       | 24       | 15       | 28       | 30       | 9        |          |          |          |          |          |          |          |          |          |          |
| Total               | 6850    | 293        | 6687     | 176      | 455      | 490      | 491      | 482      | 434      | 411      | 365      | 366      | 367      | 284      | 324      | 291      | 208      | 199      | 167      | 213      | 281      | 269      | 253      | 158      | 3        |
| Aviones ejecutivos  |         |            |          |          |          |          |          |          |          |          |          |          |          |          |          |          |          |          |          |          |          |          |          |          |          |
| 737-700BBJ          | 121     | 1          | 120      | 1        |          |          | 3        | 1        | 5        | 2        | 7        | 4        | 4        | 4        | 6        | 9        | 3        | 3        | 3        | 8        | 13       | 11       | 25       | 8        |          |
| 737-800BBJ          | 23      | 2          | 21       |          |          |          |          | 2        | 1        | 2        |          | 2        |          | 1        |          | 2        | 1        |          | 3        | 2        | 5        |          |          |          |          |
| 737-900BBJ          | 7       |            | 7        |          |          |          | 1        |          |          |          |          | 4        | 1        | 1        |          |          |          |          |          |          |          |          |          |          |          |
| Total               | 151     | 3          | 148      | 1        |          |          | 4        | 3        | 6        | 4        | 7        | 10       | 5        | 6        | 6        | 11       | 4        | 3        | 6        | 10       | 18       | 11       | 25       | 8        |          |
| Gran Total          | 7097    | 296        | 6987     | 177      | 455      | 490      | 495      | 485      | 440      | 415      | 372      | 376      | 372      | 290      | 330      | 302      | 212      | 202      | 173      | 223      | 299      | 280      | 278      | 166      | 3        |

Datos hasta el 30 de Junio de 2018.

## Accidentes e incidentes

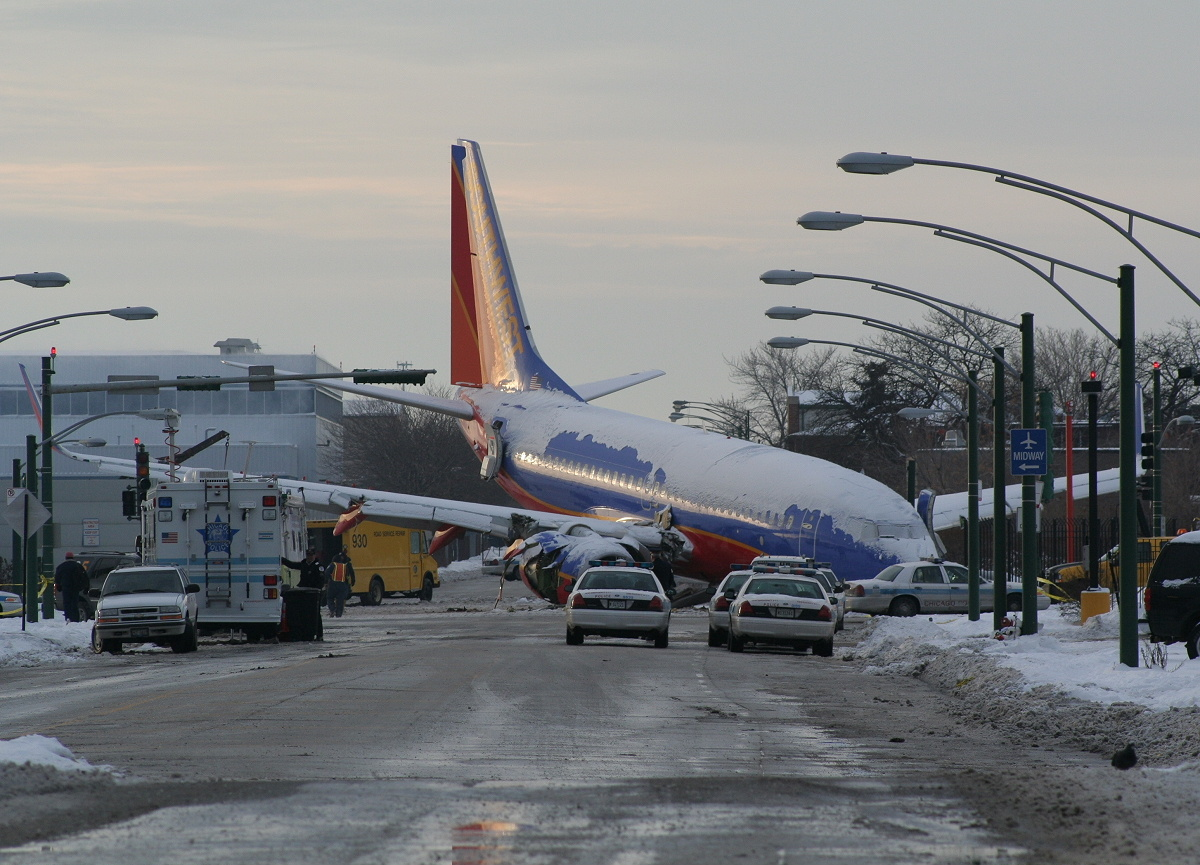
Vuelo 1248 de Southwest Airlines

De acuerdo con Aviation Safety Network, la serie Boeing 737 Next Generation ha estado involucrada en 15 accidentes con pérdida del casco y 10 secuestros, para un total de 590 muertes.
Accidentes e incidentes notables
- 8 de diciembre de 2005 – el vuelo 1248 de Southwest Airlines, un 737-700, se salió de la pista al aterrizar en Aeropuerto Internacional de Chicago-Midway en condiciones de nieve pesada. Un niño de seis años de edad murió en un coche alcanzado por el avión después de deslizarse a una calle. Las personas a bordo de la aeronave y en tierra reportaron varias heridas leves. La aeronave involucrada, N471WN, se convirtió en N286WN tras la reparación.

- 29 de septiembre de 2006 – el vuelo 1907 de Gol Transportes Aéreos, un 737-800 con 154 personas a bordo se estrelló después de una colisión en el aire con un Embraer Legacy 600. Todos a bordo del 737-800 murieron. El Legacy aterrizó sin problemas en una base de la Fuerza Aérea Brasileña.[362]

- 5 de mayo de 2007 – el vuelo 507 de Kenya Airways, un 737-800 llevando 105 pasajeros y nueve tripulantes perdió contacto y se estrelló en un pantano en un vuelo a Nairobi (Kenia) desde Abiyán (Costa de Marfil), después de hacer una parada programada en Duala (Camerún). No hubo sobrevivientes.

- 20 de agosto de 2007 – el vuelo 120 de China Airlines, un Boeing 737-800 entrante desde Taipéi, se incendió poco después de aterrizar en el aeropuerto de Naha en la prefectura de Okinawa, Japón. No hubo víctimas mortales.[363]

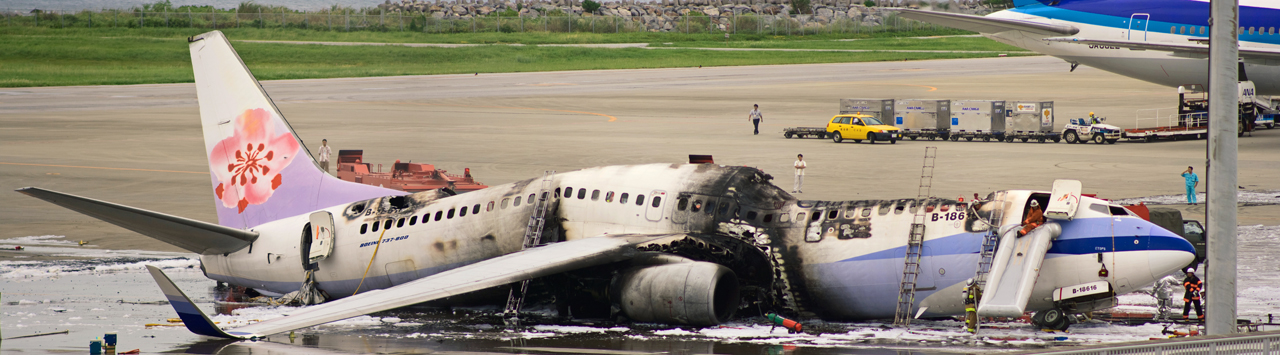
Vuelo 120 de China Airlines

- 10 de noviembre de 2008 – el vuelo 4102 de Ryanair, un Boeing 737-800 procedente de Frankfurt-Hahn sufrió daños considerables en un aterrizaje de emergencia en el aeropuerto de Roma-Ciampino. La causa del accidente fue debido al impacto de aves a ambos motores. El tren de aterrizaje delantero del 737 colapsó.[364] La aeronave involucrada era un Boeing 737-8AS EI-DYG (c/n33639, msn 2557). De los seis tripulantes y 166 pasajeros a bordo,[365] dos tripulantes y ocho pasajeros fueron trasladados al hospital con heridas leves.[366] Además de los daños a los motores y al tren de aterrizaje, la parte trasera del fuselaje también fue dañada por el contacto con la pista.[367]

- 25 de febrero de 2009 – el vuelo 1951 de Turkish Airlines, un Boeing 737-800 procedente de Estambul, se estrelló durante el aterrizaje en un campo cerca de Polderbaan en el aeropuerto de Schiphol, Ámsterdam. El fuselaje se partió en tres pedazos y los pilones del motor se separaron. De los 135 pasajeros y la tripulación, hubo nueve víctimas mortales: cinco pasajeros y cuatro miembros de la tripulación (incluyendo ambos pilotos y un piloto en formación), y 84 personas sufrieron daños. Las investigaciones del accidente se centraron inicialmente en un radioaltímetro izquierdo en mal funcionamiento, que pudo haber dado lugar a información falsa de altitud haciendo que el acelerador automático redujese la potencia.[368]

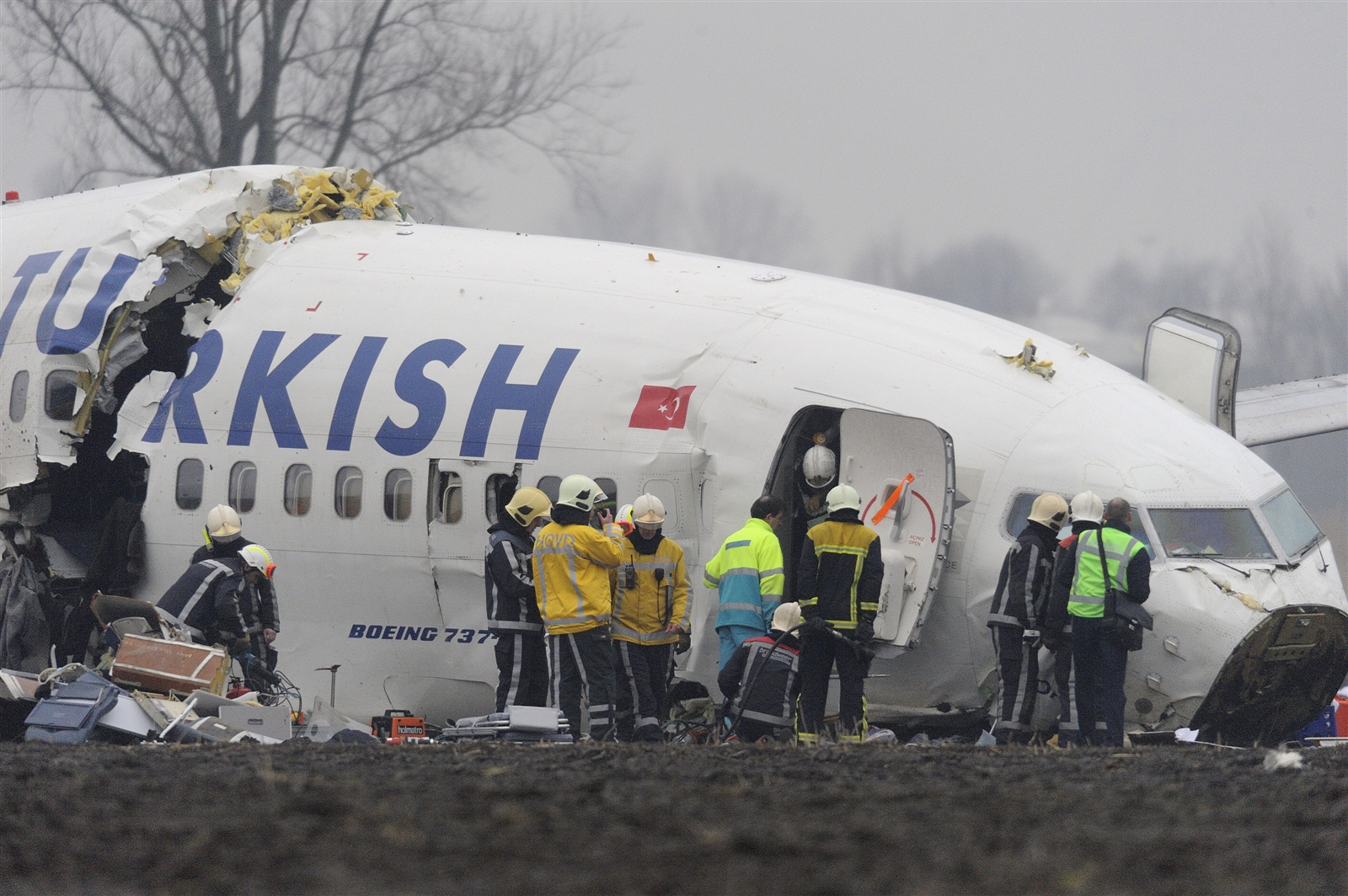
Vuelo 1951 de Turkish Airlines

- 22 de diciembre de 2009 – el vuelo 331 de American Airlines, un 737-800 (registro N977AN) se salió de la pista en Aeropuerto Internacional Norman Manley en Kingston, Jamaica. La aeronave se salió de la pista durante el aterrizaje dificultado por el mal tiempo. Las 154 personas a bordo sobrevivieron.

- 25 de enero de 2010 – el vuelo 409 de Ethiopian Airlines, un 737-800, se estrelló en el mar Mediterráneo poco después de despegar del aeropuerto Internacional Rafic Hariri de Beirut. La aeronave trasportaba a 90 pasajeros y 8 tripulantes, 50 de los pasajeros eran libaneses y se dirigía a la capital etíope de Addis Abeba. No hubo sobrevivientes.[369][370]

- 22 de mayo de 2010 – el vuelo 812 de Air India Express, un 737-800, se salió de la pista durante el aterrizaje en el aeropuerto Internacional de Mangalore, matando a 158 pasajeros, incluyendo los seis tripulantes a bordo. Hubo ocho sobrevivientes. El avión se salió más allá de la mitad de la pista golpeando una antena y se estrelló contra la valla en el extremo de la pista, pasando hacia un valle 200 metros más abajo.[371][372][373]

- 16 de agosto de 2010 – el vuelo 8250 de Aires, un 737-700, se estrelló y se separó en tres partes en la isla colombiana de San Andrés. No hubo fuego y se reportaron dos muertes.[374]

- 5 de enero de 2011 – hubo un intento de secuestrar el vuelo 1754 de Turkish Airlines que partió desde el aeropuerto de Oslo-Gardermoen, con destino al aeropuerto Internacional Ataturk en Estambul. El secuestrador fue dominado por otros pasajeros en el vuelo y fue detenido cuando el avión aterrizó.[375] El vuelo estaba siendo operado por un Boeing 737-800 TC-JGZ.[376]

- 30 de julio de 2011 – el vuelo 523 de Caribbean Airlines, un 737-800, se salió de la pista y se estrelló en la cerca perimetral durante el aterrizje en el Aeropuerto Internacional Cheddi Jagan en Guyana. La aeronave se partió en dos en torno a la zona de primera clase. No hubo víctimas mortales, pero varios pasajeros resultaron heridos y al menos dos pasajeros sufrieron fracturas en las piernas.[377][378][379]

- 13 de abril de 2013 – el vuelo 904 de Lion Air, un 737-800 (registro PK-LKS) en ruta Bandung-Denpasar (Indonesia) con 108 personas a bordo, se estrelló en el mar mientras intentaba aterrizar en el Aeropuerto Internacional Ngurah Rai. El fuselaje del avión se rompió ligeramente cerca de las alas. Todos los pasajeros y la tripulación fueron evacuados de forma segura con solo heridas leves.[380]

- 19 de marzo de 2016 – el vuelo 981 de Flydubai, un 737-800 en la ruta Dubái, Emiratos Árabes Unidos, a Rostov del Don, Rusia, se estrelló en la aproximación final al Aeropuerto de Rostov del Don bajo condiciones meteorológicas adversas. Las 62 personas a bordo murieron.[381]

- 3 de enero de 2019 – el vuelo AM120 de Aeroméxico que iba de la Ciudad de México a Guadalajara, sufrió una falla en el tren de aterrizaje al momento de aterrizar en el Aeropuerto Internacional de Guadalajara, y en cuanto toco pista, estallaron los neumáticos traseros del Boeing 737-800 por lo que el avión se deslizo por la pista sin neumáticos, dañando el tren de aterrizaje. No hubo perdidas ni lesionados.

- 8 de enero de 2020 – el vuelo 752 de Ukraine International Airlines, un 737-800 se estrelló entre las ciudades de Parand y Shahriar tras despegar del Aeropuerto Internacional Imán Jomeini, en Irán. Las 176 personas a bordo murieron. El destino del vuelo era el Aeropuerto Internacional de Boryspil, en Kiev, Ucrania. El gobierno iraní dijo tres días después que la aeronave fue derribada por un misil lanzado por la Fuerza Aeroespacial de la Guardia Revolucionaria Islámica y afirmó que se trató de "un error humano" al identificarlo erróneamente como un misil de crucero estadounidense.[382]

- 7 de agosto de 2020 – el vuelo 1344 de Air India Express, un Boeing 737-800, cayó en un valle y se rompió en dos partes después de sobrepasar la pista del Aeropuerto Internacional de Kozhikode, a su llegada desde el Aeropuerto Internacional de Dubái,[383] causando la muerte de 21 personas.

- 21 de marzo de 2022 – el vuelo 5735 de China Eastern Airlines operado por la aerolínea China Eastern Airlines entre Kunming y Cantón con un Boeing 737-800, se estrelló en el condado de Tengxian, cerca de la ciudad de Wuzhou, falleciendo las 132 personas a bordo.

- 29 de diciembre de 2024 – el vuelo 2216 de Jeju Air se salió de la pista y se estrelló contra un muro en las inmediaciones del Aeropuerto Internacional de Muan, Corea del Sur, el Boeing 737-800 transportaba 181 personas. El vuelo salió de Bangkok, Tailandia, y se dirigía a Muan; al momento de aterrizar en el aeropuerto de este último ocurrió el accidente. Se reportaron 179 personas fallecidas y solo 2 sobrevivientes.

## Especificaciones
|                                                   | 737-600                                                                            | 737-700 / 737-700ER                                                                                                 | 737-800                                                                            | 737-900ER | 737-700C                                                        |
| ------------------------------------------------- | ---------------------------------------------------------------------------------- | --- | ---------------------------------------------------------------------------------- | --- | --------------------------------------------------------------- |
| Tripulación técnica mínima (pilotos)              | Dos                                                                                | Dos | Dos                                                                                | Dos | Dos                                                             |
| Capacidad de pasajeros                            | 149 (1 clase, máxima) 123 (1 clase, estándar) 108 (2 clases, estándar)             | 149 (1 clase, densa) 140 (1 clase, estándar) 128 (2-class, estándar)                                                | 189 (1 clase, densa) 175 (1 clase, estándar) 160 (2 clases, estándar)              | 220 (1 clase alta densidad, máxima certificada) 204 (1 clase, estándar) 174 (2 clases, estándar) | arriba de 140 (disposición de pasajeros)                        |
| Distancia entre asientos                          | 76,2 cm (1 clase, densa) 81 cm (1 clase, estándar) 91 & 81 cm (2 clases, estándar) | 76,2 cm (1 clase, densa) 81 cm (1 clase, estándar) 91 & 81 cm (2 clases, estándar)                                  | 76,2 cm (1 clase, densa) 81 cm (1 clase, estándar) 91 & 81 cm (2 clases, estándar) | 71,12 cm (1 clase, alta densidad) 76,2 cm (1 clase, densa) 91,44 & 81,28 cm (2 clases, estándar) |                                                                 |
| Ancho del asiento                                 | 43,68 cm (1 clase, 6 filas de asientos)                                            | 43,68 cm (1 clase, 6 filas de asientos)                                                                             | 43,68 cm (1 clase, 6 filas de asientos)                                            | 43,68 cm (1 clase, 6 filas de asientos) | 43,68 cm (1 clase, 6 filas de asientos)                         |
| Longitud total                                    | 31,2 m                                                                             | 33,6 m | 39,5 m                                                                             | 42,1 m | 33,6 m                                                          |
| Envergadura                                       | 35,7 m                                                                             | 35,7 m | 35,7 m                                                                             | 35,7 m | 34,3 m                                                          |
| Altura total                                      | 12,6 m                                                                             | 12,5 m | 12,5 m                                                                             | 12,5 m | 12,5 m                                                          |
| Flecha alar                                       | 25,02° (437 mrad)                                                                  | 25,02° (437 mrad)                                                                                                   | 25,02° (437 mrad)                                                                  | 25,02° (437 mrad) | 25,02° (437 mrad)                                               |
| Ratio                                             | 9,45                                                                               | 9,45 | 9,45                                                                               | 9,45 | 9,45                                                            |
| Ancho del fuselaje                                | 3,76 m                                                                             | 3,76 m | 3,76 m                                                                             | 3,76 m | 3,76 m                                                          |
| Altura del fuselaje                               | 4,01 m                                                                             | 4,01 m | 4,01 m                                                                             | 4,01 m | 4,01 m                                                          |
| Ancho máximo de cabina                            | 3,54 m                                                                             | 3,54 m | 3,54 m                                                                             | 3,54 m | 3,54 m                                                          |
| Altura de la cabina                               | 2,20 m                                                                             | 2,20 m | 2,20 m                                                                             | 2,20 m | 2,20 m                                                          |
| OEW                                               | 36,378 kg                                                                          | 38,147 kg | 41,413 kg                                                                          | 44,676 kg | 37,648 kg                                                       |
| MLW                                               | 54,658 kg                                                                          | 60,781 kg | 66,361 kg                                                                          | 71,350 kg | 58,604 kg                                                       |
| MTOW                                              | 66,000 kg                                                                          | Basic: 70,080 kg ER: 77,565 kg                                                                                      | 79,010 kg                                                                          | 85,130 kg | 77,560 kg                                                       |
| Capacidad de carga                                | 21,4 m³                                                                            | 27,3 m³ | 45,1 m³                                                                            | 52,5 m³ | arriba de 107,6 m³ arriba de 8,200 kg (exclusivamente de carga) |
| Carrera de despegue con MTOW (nivel del mar, ISA) | 1750 m                                                                             | Basic: 1600 m ER: 2100 m                                                                                            | 2400 m                                                                             | 3000 m |                                                                 |
| Techo de vuelo                                    | 41.000 ft (12 500 m)                                                               | 41.000 ft (12 500 m)                                                                                                | 41.000 ft (12 500 m)                                                               | 41.000 ft (12 500 m) | 41.000 ft (12 500 m)                                            |
| Velocidad de crucero                              | Mach 0,785 (450 kn, 969 km/h)                                                      | Mach 0,785 (450 kn, 969 km/h)                                                                                       | Mach 0,785 (450 kn, 969 km/h)                                                      | Mach 0,78 (447 kn, 963 km/h) | Mach 0,78                                                       |
| Velocidad máxima                                  | Mach 0.82 (470 kn, 1013 km/h)                                                      | Mach 0.82 (470 kn, 1013 km/h)                                                                                       | Mach 0.82 (470 kn, 1013 km/h)                                                      | Mach 0.82 (470 kn, 1013 km/h) |                                                                 |
| Alcance a plena carga                             | Basic: 3,050 nmi (5,648 km) WL: 3,225 nmi (5,970 km)                               | Basic: 3,365 nmi (6,230 km) WL: 3,440 nmi (6,370 km) ER: 5,775 nmi (10,695 km) en 1 clase diseño con 9 tanques aux. | Basic: 3,060 nmi (5,665 km) WL: 3,115 nmi (5,765 km)                               | Basic: 2,700 nmi (4,996 km) en disposición de 1 clase Basic: 3,200 nmi (5,925 km) en disposición de 2 clases con 2 tanques aux. WL: 3,265 NM (6,045 km) en disposición de 2 clase con 2 tanques aux. | Carga: 3,000 nmi (5,555 km) Pasajeros: 3,285 nmi (6,080 km)     |
| Max. capacidad de combustible                     | 26 020 L ER: 40 530 L                                                              | 26 020 L ER: 40 530 L                                                                                               | 26 020 L ER: 40 530 L                                                              | 29 660 L | 26 020 L                                                        |
| Motores (× 2)                                     | CFM 56-7B20                                                                        | CFM56-7B26 | CFM56-7B26                                                                         | CFM56-7B26 | CFM56-7                                                         |
| Max. empuje (× 2)                                 | 101,0 kN                                                                           | 117,0 kN | 121,4 kN                                                                           | 121,4 kN | 121,4 kN                                                        |
| Empuje de crucero (× 2)                           | 23,18 kN                                                                           | 24,38 kN | 24,38 kN                                                                           | 24,38 kN |                                                                 |
| Diámetro de los álabes o las aspas del motor      | 1,55 m                                                                             | 1,55 m | 1,55 m                                                                             | 1,55 m | 1,55 m                                                          |
| Longitud del motor                                | 2,51 m                                                                             | 2,51 m | 2,51 m                                                                             | 2,51 m | 2,51 m                                                          |
| Distancia del motor al suelo                      | 46 cm                                                                              | 46 cm | 46 cm                                                                              | 48 cm |                                                                 |

Fuentes: 
- Especificaciones oficiales de Boeing.[387]

- Características del avión Boeing 737 para el planeamiento aeroportuario[384]

### Desarrollos relacionados
- Boeing 737
- Boeing 737 Classic
- Boeing 737 MAX
- Boeing T-43
- Boeing Business Jet
- Boeing 737 AEW&C
- C-40 Clipper
- P-8 Poseidon

### Artículos similares
- Airbus A320
- Boeing 717
- Bombardier CSeries
- Comac C919
- Embraer 195
- Irkut MS-21
- McDonnell Douglas MD-90
- Tupolev Tu-204